# Spracherneuerung (Estland)
Die Spracherneuerung (Estn. Keeleuuendus) war eine Phase in der Entwicklung und Normierung der estnischen Sprache zu Beginn des 20. Jahrhunderts.

## Historische Voraussetzungen
Das Estnische war seit dem 13. Jahrhundert, als die Missionierung des Wohngebiets der Esten durch Deutsche und Dänen begann, starkem deutschen Einfluss ausgesetzt und bis weit in das 19. Jahrhundert hinein immer nur Sprache der Unterschicht. Höhere Bildung war nur auf Deutsch möglich, nach Einsetzen der Russifizierung in den 1880er-Jahren auf Russisch. Das Estnische hat dadurch eine große Anzahl an deutschen Lehnwörtern aufgenommen und ist auch syntaktisch in die Nähe des Deutschen gerückt.
Anfang des 20. Jahrhunderts schrieben sich die Mitglieder der Gruppierung „Junges Estland“ (Noor-Eesti) die Befreiung von dieser sprachlichen Fremdherrschaft auf die Fahnen. Bekannt ist der Ausspruch eines der führenden Köpfe dieser Bewegung, Gustav Suits, der 1908 vom „geknebelten Estenvolk[...]“ schrieb, „dessen natürliche Entwicklung das ‚baltische Mongolenjoch‘ um 600 Jahre aufgehalten hatte.“ Zu dieser kulturellen Emanzipation gehörte nach Ansicht der Jung-Esten auch eine Reform der Sprache.

## Johannes Aaviks Programm

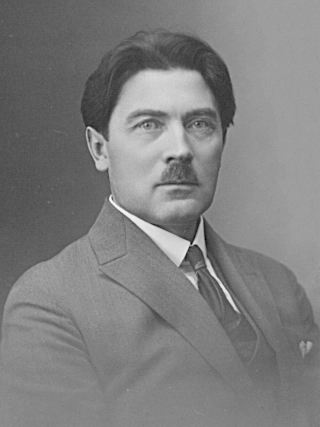
Johannes Aavik (Aufnahme aus den 1920er/30er Jahren)

Motor der radikalen Erneuerungsbewegung war Johannes Aavik, der 1902 nach Tartu gekommen war, wo er mit Gustav Suits, Friedebert Tuglas und Bernhard Linde zusammentraf, während er Villem Grünthal-Ridala, einen weiteren führenden Kopf der Noor-Eesti-Gruppierung, bereits früher in Kuressaare kennengelernt hatte. Aavik hatte von 1906 bis 1910 Sprachen an der Universität Helsinki studiert, ebenso wie Suits und Grünthal-Ridala.
Nach seiner Rückkehr nach Estland veröffentlichte Aavik 1912 eine Reihe von Artikeln, mit denen die Reformbewegung „einen radikalen Charakter annahm.“ Seine Änderungsvorschläge bezogen sich auf die Orthographie, Morphologie, Syntax und den Wortschatz. Letzteren wollte er nicht zuletzt mit Wörtern aus der dem Estnischen nahe verwandten finnischen Sprache bereichern, wie aus seinem ersten programmatischen Artikel „Finnische Wörter in der estnischen Schriftsprache“ hervorgeht. Dabei sah er die Reaktion der Kritiker voraus und parierte sie gleich, indem er in die Offensive ging: „Das ist zuviel! werden viele rufen. So viele neue Wörter sind zu viel! Mögen sie sich beruhigen: Das ist erst der Anfang.“
Die Orientierung am Finnischen war nichts völlig Neues; schon Mitte des 19. Jahrhunderts hatte sich die richtungweisende Grammatik des Estnischen von Eduard Ahrens (1843, 2. Auflage 1853) am Vorbild des Finnischen ausgerichtet. Vor allem ging es Aavik jedoch um drei Prinzipien, die mit den Stichwörtern Zweckmäßigkeit, nationale Eigenart und Schönheit umschrieben werden können.

## Beispiele für Veränderungsvorschläge

### Orthographie
- Statt <ü> solle <y> geschrieben werden (wie im Finnischen, während das Graphem <ü> zu sehr an das Deutsche erinnerte).
- <hh> für die dritte Stufe, also ein „überlanges“ <h>.
- Diakritisches Zeichen zur Markierung der Überlänge.

### Morphologie
- Pluralformen auf –i.
- Einführung eines neuen Kasus Agentiv auf –n.
- Wiederbelebung des Instruktivs auf –i.
- Diverse Änderungen bei anderen Kasus.[6]

### Syntax
- Präpositionaler Genitiv mit no.
- Häufigere Anwendung des Totalobjekts.
- Ausgebreitete Verwendung von nominalen Verbformen.

### Wortschatz
- Entlehnungen aus dem Finnischen, den estnischen Dialekten und anderen Sprachen.
- Derivation.
- Neuschöpfungen: Hierbei werden unter Berücksichtigung der phonotaktischen Gegebenheiten des Estnischen Wörter künstlich zusammengestellt, um semantische Lücken zu füllen. Aavik exemplifizierte das an seiner Entwicklung eines Wortes für dt. „überzeugen“ und legte selbst die Kriterien fest. Das neue Wort solle zweisilbig sein, dem Stufenwechsel unterliegen, einen langen Vokal in der ersten Silbe haben und mit einem Konsonanten beginnen. Und vor der Infinitivendung solle ein l, n oder r sein, woraufhin er die folgende Formel erhielt: Konsonant + langer Vokal + l/n/r + da (Infinitivendung). Nach Aussortierung vorhandener Wörter und Anwendung verschiedener anderer Kriterien, wozu auch sein Geschmack zählte, kam das Wort veenda heraus.[7]

## Erfolg

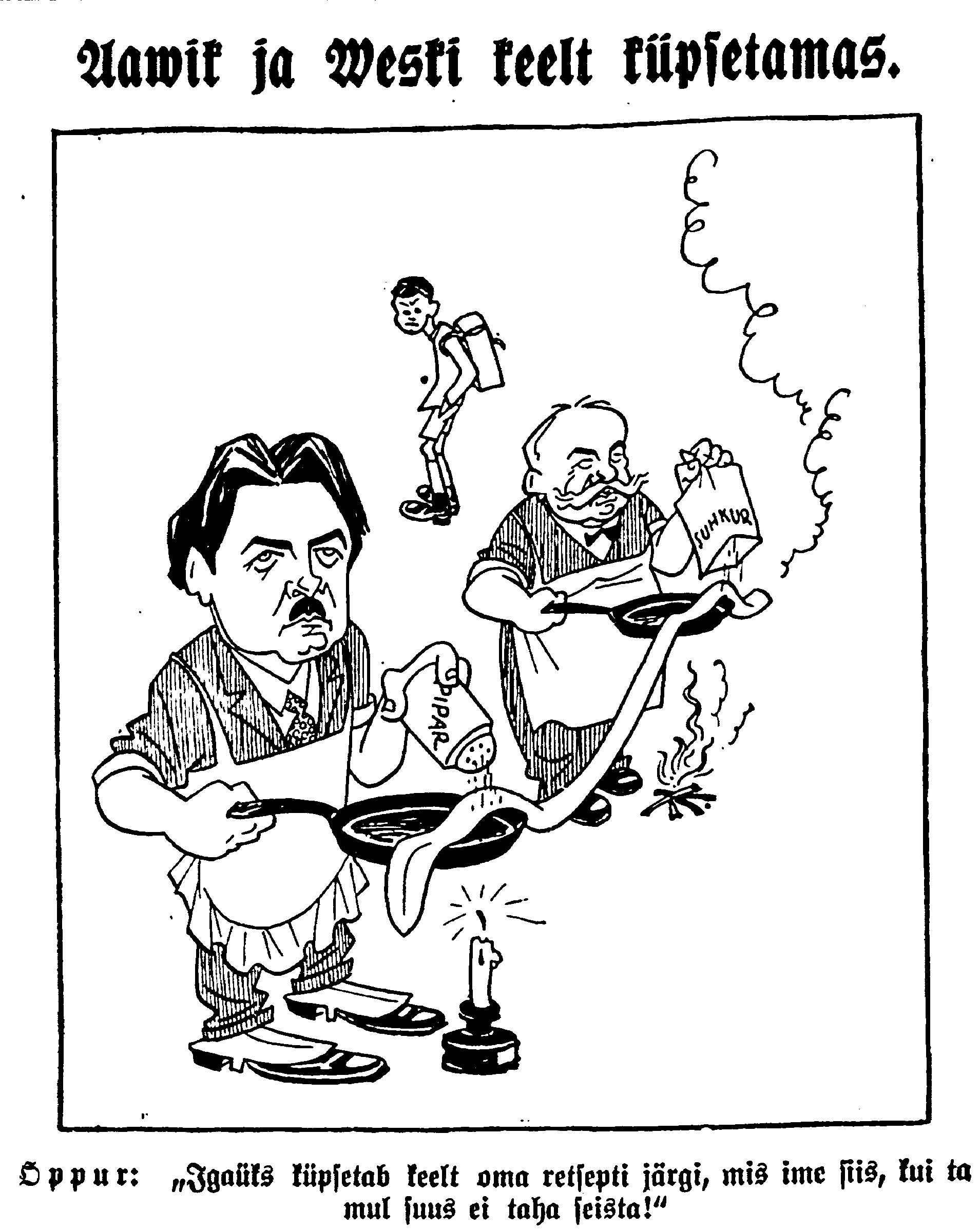
Aavik und Veski beim Sprachenbacken, 1936. Karikatur von Gori, Text: Schüler: „Jeder backt die Sprache nach seinem eigenen Rezept, kein Wunder, dass ich die nicht im Munde behalten will“ (‚Sprache‘ und ‚Zunge‘ sind im Estnischen das gleiche Wort.)

Aaviks Programm war nicht unumstritten; insbesondere Johannes Voldemar Veski war ein prominenter Gegner. Viele der von Aavik vorgeschlagenen Änderungen konnten sich daher nicht durchsetzen, aber rund ein Drittel der morphosyntaktischen Vorschläge hat auf die eine oder andere Art Niederschlag in der heutigen Sprache gefunden. Von den künstlich geschaffenen Wörtern sind 36, das sind 12,5 %, in das Rechtschreibwörterbuch von 1976 aufgenommen worden, 21 weitere stehen im sechsbändigen estnischen Bedeutungswörterbuch. Bis heute wird von manchen Autorinnen und Autoren das <y> anstelle des <ü> verwendet.

## Zeitgenössische Publikationen

### Schriften von Johannes Aavik
- Eesti kirjakeele täiendamise abinõuudest, in: Noor Eesti I, 1905, S. 114–131.
- Tuleviku Eesti-keel, in: Noor-Eesti IV, 1912, S. 170–179.
- Soome sõnad Eesti kirjakeeles, in: Eesti Kirjandus 1/1912, S. 5–30.
- Ilusa keele kõlaline inetus, in: Eesti Kirjandus 7/1912, S. 257–273.
- Kõige suurem germanismus eesti keeles, in: Eesti Kirjandus 9/1912, S. 353–369.
- Keele kaunima kõlavuse poole. Eesti Kirjandus 11–12/1912, S. 451–484.
- Eesti keele uuenduse asjus. Eesti Kirjandus 8/1914, S. 194–200.
- -line ja -lik lõpulised omadussõnad. Katse -lik -line korralagedust korraldada. Jurjew: Eesti kirjanduse kirjastus 1914. 50 S.
- Mis on keeleuuendus? Ta põhjendus ja programm. Tartu: Reform 1916. 38 S.
- Uute sõnade sõnastik. Sisaldab üle 2000 uue ja haruldaema sõna ühes tuletuslõppude tabeliga. Tartu: Istandik 1919. 78 S.
- uma-lõpulised refleksiivid. Nende moodustamine. Nende esinemine. Nende sõnastik. Tartu: Istandik 1920. 41 S.
- Uute sõnade ja vähem tuntud sõnade sõnastik. Sisaldab yle 4000 uuema ja vähem tuntud ning haruldasema sõna. Teine parandet ja suuresti täiendet trykk. Tallinn: A. Keisermann 1921. 160 S.
- Puudused uuemas eesti luules. Tartu: Eesti Kirjanduse Selts 1921. 170 S.
- Keeleuuenduse äärmised võimalused. Tartu: Istandik 1924. 174 S.
- Õigekeelsuse ja keeleuuenduse põhimõtted. Tartu: Istandik 1924. 54 S.
- Keeleline käsiraamat. Tallinn, Tartu: Istandik 1932. 60 S.
- Eesti õigekeelsuse õpik ja grammatika. Tartu: Noor-Eesti 1936 464 S.

### Kritische Kommentare
- Lauri Kettunen: Arvustavad märkused keeleuuendusnõuete puhul. Tallinn: Rahvaülikool 1919. 104 S.
- Karl Leetberg: Äpardanud keeleuuendus. Rakvere: s.n. 1927. 56 S.

## Sekundärliteratur
- E. Ahven: Eesti kirjakeele arenemine aastail 1900–1917. Tallinn: Eesti Riiklik Kirjastus 1958. 186 S.
- Antoine Chalvin: Rénovation linguistique et diffusion des innovation: l'example estonien. Thèse pour le doctorat. Université de la Sorbonne nouvelle Paris III. 1994, 334 S.
- Antoine Chalvin: La diffusion des racines artificielles créées par Johannes Aavik, in: Études Finno-Ougriennes 30, 1998, S. 125–154.
- Antoine Chalvin: Johannes Aavik et la rénovation de la langue estonienne. Paris: L'Harmattan 2010. 334 S. (Bibliothèque finno-ougrienne 19)
- Antoine Chalvin: Johannes Aaviku keeleliste uuenduste levik, in: Keel ja Kirjandus 7/2011, S. 487–504.
- Cornelius Hasselblatt: Die Spracherneuerung, in: Ders.: Geschichte der estnischen Literatur. Von den Anfängen bis zur Gegenwart. Berlin, New York: Walter de Gruyter 2006, S. 361–364.
- Mati Hint: Hilise Aaviku radikaalne keeleuuendus, in: Keel ja Kirjandus 2/2012, S. 81–102.
- George Kurman: The Development of Written Estonian. The Hague, Bloomington: Mouton & Co / Indiana University 1968. 120 S.
- Julius Mägiste: Suomen kielen osuudesta viron kirjakielen kehityksessä varsinkin sen sanaston kasvussa, in: Virittäjä 62, 1958, S. 125–147.
- Daniele Monticelli: Keeleuuendus ja tõlkimine Noor-Eesti kultuurilise utoopia raames. Villem Ridala tõlgitud "Süütu" näitel, in: Keel ja Kirjandus 5/2006, 379–386; 6/2006, S. 477–490.
- Daniele Monticelli: Eesti keeleuuenduse ja Itaalia Questione della lingua paralleelid ja põimumised, in: Keel ja Kirjandus 2/2009, S. 104–123.
- Valter Tauli: Johannes Aaviku keeleuuendus. Kriitiline ülevaade. Stockholm: Eesti Keele ja Kirjanduse Instituudi väljaanne 1982. 37 S.
- Valter Tauli: The Estonian language reform, in: Language reform. Vol. 3. Hamburg: Buske 1984, S. 309–330.
- Helgi Vihma. Johannes Aavik ja eesti keeleuuendus. Bibliograafia 1901–1996. Tallinn: Johannes Aaviku Selts 2000. 511 S.

## Einzelbelege
1. ↑  Niederdeutsche und deutsche Lehnwörter machen zwischen 832 und 1165 von insgesamt 5403 estnischen Stämmen aus, d. h. zwischen 15 und 22 %, s. Iris Metsmägi, Meeli Sedrik, Sven-Erik Soosaar: Eesti kirjakeele tüvevara päritolu arvudes, in: Keel ja Kirjandus 5/2013, S. 330.
2. ↑  Vgl. Külli Habicht: Eesti vanema kirjakeele leksikaalsest ja morfosüntaktilisest arengust ning Heinrich Stahli keele eripärast selle taustal. Tartu: Tartu Ülikool 2001. 289 S. (Dissertationes Philologiae Estonicae Universitatis Tartuensis 10)
3. ↑  Gustav Suits: Die estnische Literatur, in: Paul Hinneberg (Hg.): Die Kultur der Gegenwart. T. 1, Abt. IX: Die Osteuropäischen Literaturen und die slawischen Sprachen. Berlin und Leipzig: Teubner 1908, S. 341 – mit „baltischem Mongolenjoch“ ist die Herrschaft der deutschbaltischen Oberschicht in Estland gemeint.
4. ↑  George Kurman: The Development of Written Estonian. The Hague, Bloomington: Mouton & Co / Indiana University 1968, S. 55.
5. ↑  Joh. Aavik: Soome sônad Eesti kirjakeeles, in: Eesti Kirjandus 1/1912, S. 27.
6. ↑  S. Antoine Chalvin: Johannes Aavik et la rénovation de la langue estonienne. Paris: L'Harmattan 2010, S. 143–163.
7. ↑  Johannes Aavik: Keeleuuenduse äärmised võimalused. Tartu: Istandik 1924, S. 43–48.
8. ↑  Antoine Chalvin: Johannes Aavik et la rénovation de la langue estonienne. Paris: L'Harmattan 2010, S. 207.
9. ↑  S. Antoine Chalvin: Johannes Aavik et la rénovation de la langue estonienne. Paris: L'Harmattan 2010, S. 239–240.
10. ↑  Mart Velsker: Y eesti kirjanduses, in: Vikerkaar 10/2001, S. 78–86.